# Siberische erebia
De Siberische erebia (Erebia embla) is een vlinder uit de onderfamilie Satyrinae van de familie Nymphalidae, de vossen, parelmoervlinders en weerschijnvlinders.
De Siberische erebia komt voor in Noorwegen, Zweden, Finland, Estland, Letland en Rusland. De vlinder vliegt op hoogtes van 100 tot 400 meter boven zeeniveau. De soort leeft in moerassen en venen meestal in bossen.
De soort vliegt in een jaarlijkse generatie in juni en juli. De vlinder heeft een spanwijdte van 43 tot 48 millimeter. De Siberische erebia gebruikt zegge en zegge (Carex) en smele (Deschampia) als waardplanten.